# Mnichov (district de Cheb)
Pour les articles homonymes, voir Mnichov.
Mnichov (en allemand : Einsiedl) est une commune du district de Cheb, dans la région de Karlovy Vary, en Tchéquie. Sa population s'élevait à 407 habitants en 2020.

## Géographie
Mnichov se trouve à 11 km au nord-est de Mariánské Lázně, à 23 km au sud de Karlovy Vary, à 31 km à l'est-sud-est de Cheb et à 119 km à l'ouest de Prague.
La commune est limitée par Prameny et Nová Ves au nord, par Teplá à l'est, par Ovesné Kladruby et Zádub-Závišín au sud, et par Mariánské Lázně à l'ouest.

## Histoire
La première mention écrite du village date de 1273.

## Administration
La commune se compose de trois sections :
- Mnichov
- Rájov
- Sítiny